# Kleinmachnow
Kleinmachnow é um município da Alemanha, situado no distrito de Potsdam-Mittelmark, no estado de Brandemburgo. Tem 11,94 km² de área, e sua população em 2019 foi estimada em 20.376 habitantes.